# Childe Harold's Pilgrimage

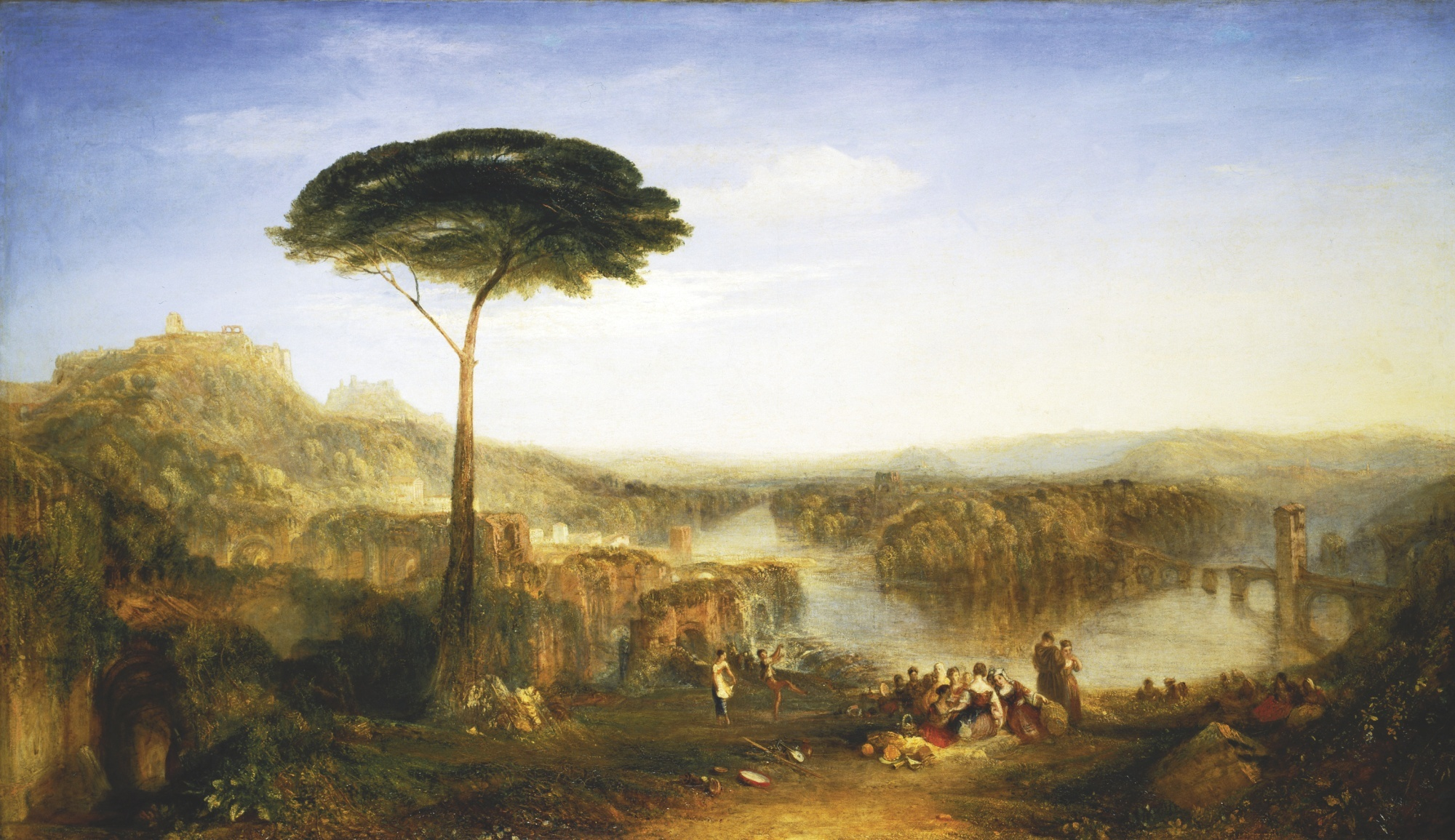
Childe Harold's Pilgrimage van William Turner, 1823, olieverf op doek, Tate Gallery, Londen

Childe Harold's Pilgrimage is een lang verhalend gedicht van de Engelse dichter George Gordon, Lord Byron. Het woord 'childe' in de titel is een in onbruik geraakte aanduiding voor de oudste zoon van een edelman. Het werk werd in het Nederlands vertaald door Ike Cialona onder de titel De omzwervingen van jonker Harold (2009).
Het gedicht is geschreven in de versvorm die door Edmund Spenser werd geïntroduceerd in diens gedicht The Faerie Queene. Deze naar hem genoemde Spenseriaanse versvorm (Spenserian stanza) werd na zijn dood niet meer gebruikt, tot hij in de 19e eeuw werd 'herontdekt' door onder meer Lord Byron, Keats, Shelley en Scott. In deze versvorm bestaat elk couplet uit negen regels, de eerste acht daarvan zijn in de jambische pentameter de laatste regel is een alexandrijn. Het rijmschema is "ababbcbcc."
Na zijn studie aan de Universiteit van Cambridge reisde Byron door Zuid-Europa en legde zijn indrukken hiervan vast in de eerste twee zangen van Childe Harold's Pilgrimage. Dit in 1809 in Albanië begonnen deel verscheen in 1812 en maakte hem op slag beroemd. Tijdens de reis, waarin Griekenland en de Turkse wereld centraal staan, zag Byron o.a. hoe het Parthenon op de Akropolis in Athene van zijn kunstwerken werd ontdaan. Dat laatste gebeurde in opdracht van Lord Elgin, de Britse ambassadeur bij het Turkse hof. Ondanks het feit dat Byron met de uitvoerder van deze vernielzuchtige klus, de Italiaanse schilder Giovanni Battista Lusieri, een goede relatie onderhield, heeft de dichter het slopen van de metopen en een deel van het fries van het Parthenon (de latere Elgin marbles, nu in het British Museum te Londen) sterk veroordeeld.
In "Childe Harold's Pilgrimage" verschijnt voor het eerst de zogenaamde 'Byronic hero'. Aanvankelijk voert hij Harold op als een fictief figuur, al wordt wel duidelijk dat het in feite om Byron zelf gaat. In de laatste zang, die verscheen in 1818, zet hij Childe Harold uiteindelijk overboord en schrijft hij in de ik-vorm. De derde zang was inmiddels verschenen in 1816.
Childe Harold is een melancholieke en romantische jongeman, die na een losbandig leven afleiding zoekt in buitenlandse reizen. Hij beschrijft die reizen door het Middellandse Zeegebied, bezoekt romantische plekken en diverse ruïnes en verbindt hieraan overpeinzingen over het verleden. De 'Byronic hero' heeft alle geneugten van het leven leren kennen en is overtuigd van hun ledigheid. Dit 'Byronisme' heeft veel navolging gevonden in de Europese literatuur, in Nederland onder meer bij Nicolaas Beets, Adriaan van der Hoop Jr. en Petrus Augustus de Génestet.
De eerste twee zangen of canto's van het gedicht voeren de lezer door Portugal, Spanje, Albanië en Griekenland. Vooral aan dit laatste land, dat destijds zuchtte onder de Turkse overheersing, had de vrijheidslievende Byron zijn hart verpand en hij zou er in 1823 terugkeren om deel te nemen aan de vrijheidsstrijd. De derde zang leidt door België aan de vooravond van de Slag bij Waterloo, Duitsland, de Jura en het Alpengebied. De vierde en laatste zang beschrijft een reis van Venetië naar Rome. In het voorwoord bij de vierde canto draagt hij het werk op aan zijn vriend en reisgenoot John Hobhouse.

## Nederlandse vertaling
- De omzwervingen van jonker Harold, vertaald en toegelicht door Ike Cialona, 2009. ISBN 9789025363970